# Proteuxoa nyctereutica
Proteuxoa nyctereutica là một loài bướm đêm thuộc họ Noctuidae. Nó được tìm thấy ở Tây Úc.